# Anglure-sous-Dun
Anglure-sous-Dun ist eine französische Gemeinde mit 146 Einwohnern (Stand: 1. Januar 2022) im Département Saône-et-Loire in der Region Bourgogne-Franche-Comté. Sie gehört zum Arrondissement Charolles und zum 2016 gegründeten Gemeindeverband Communauté de communes Brionnais Sud Bourgogne. Die Bewohner werden Anglurons und Angluronnes genannt.

## Geografie
Anglure-sous-Dun liegt etwa 50 Kilometer westsüdwestlich von Mâcon in den Hügellandschaften von Brionnais und Charolais. Nachbargemeinden von Anglure-sous-Dun sind Saint-Racho im Norden, Saint-Clément-de-Vers im Osten, Chauffailles im Süden und Südwesten sowie Mussy-sous-Dun im Nordwesten. Das Gemeindegebiet wird vom Fluss Mussy durchquert.

## Bevölkerungsentwicklung
| Jahr                      | 1962 | 1968 | 1975 | 1982 | 1990 | 1999 | 2006 | 2011 | 2016 |
| Einwohner                 | 222  | 217  | 188  | 154  | 138  | 148  | 164  | 172  | 158  |
| Quelle: Cassini und INSEE |      |      |      |      |      |      |      |      |      |

## Sehenswürdigkeiten

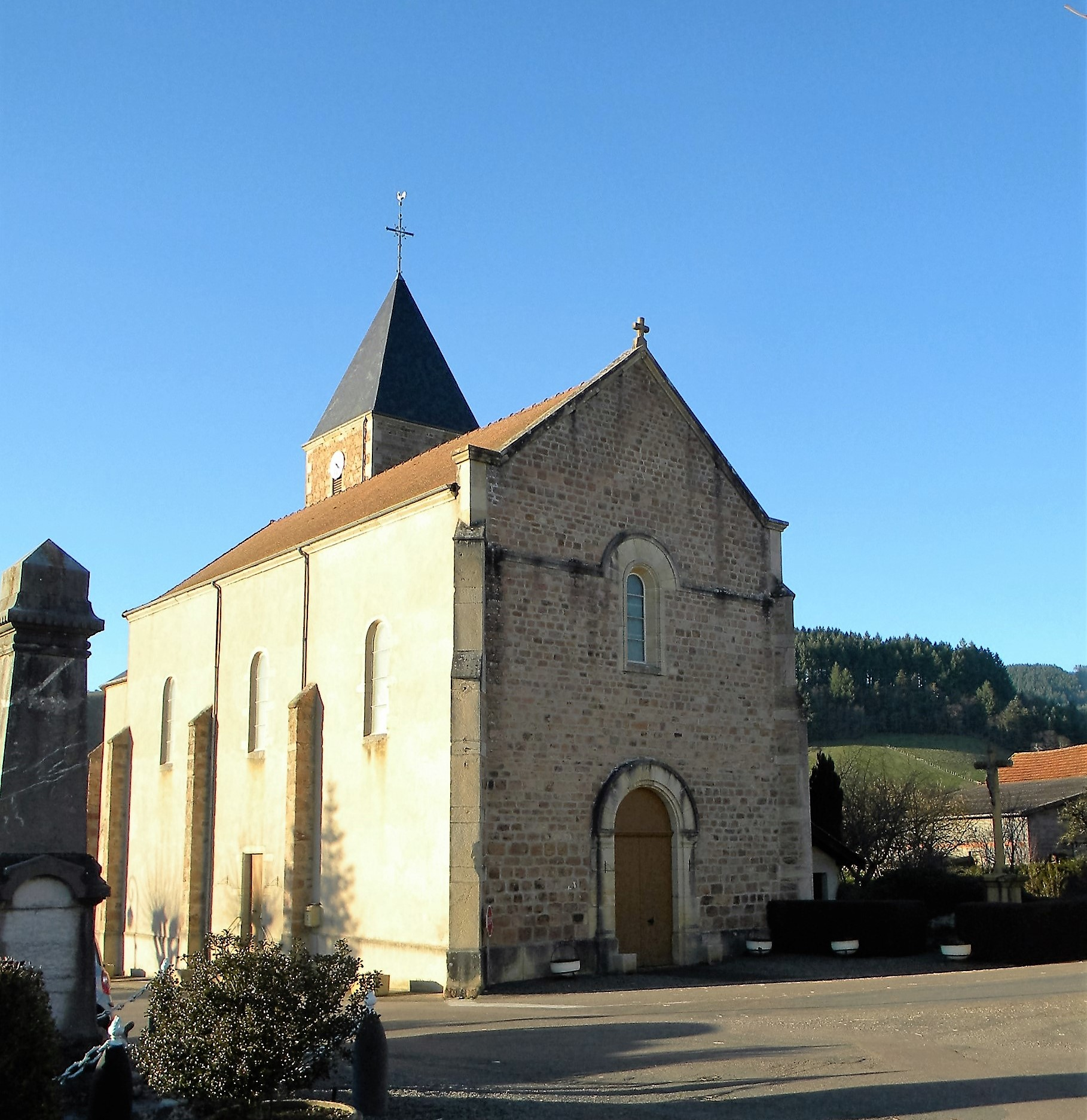
Kirche Saint-Hugues

- Kirche Saint-Hugues von 1865
- Schloss von Anglure-sous-Dun

## Belege
1. ↑  Anglure-sous-Dun auf cassini.ehess.fr
2. ↑  Anglure-sous-Dun auf insee.fr